# Diócesis de Elbląg
La diócesis de Elbląg (en latín: Dioecesis Elbingensis y en polaco: Diecezja elbląska) es una circunscripción eclesiástica de la Iglesia católica en Polonia. Se trata de una diócesis latina, sufragánea de la arquidiócesis de Varmia. Desde el 10 de mayo de 2014 su obispo es Jacek Jezierski.

## Territorio y organización

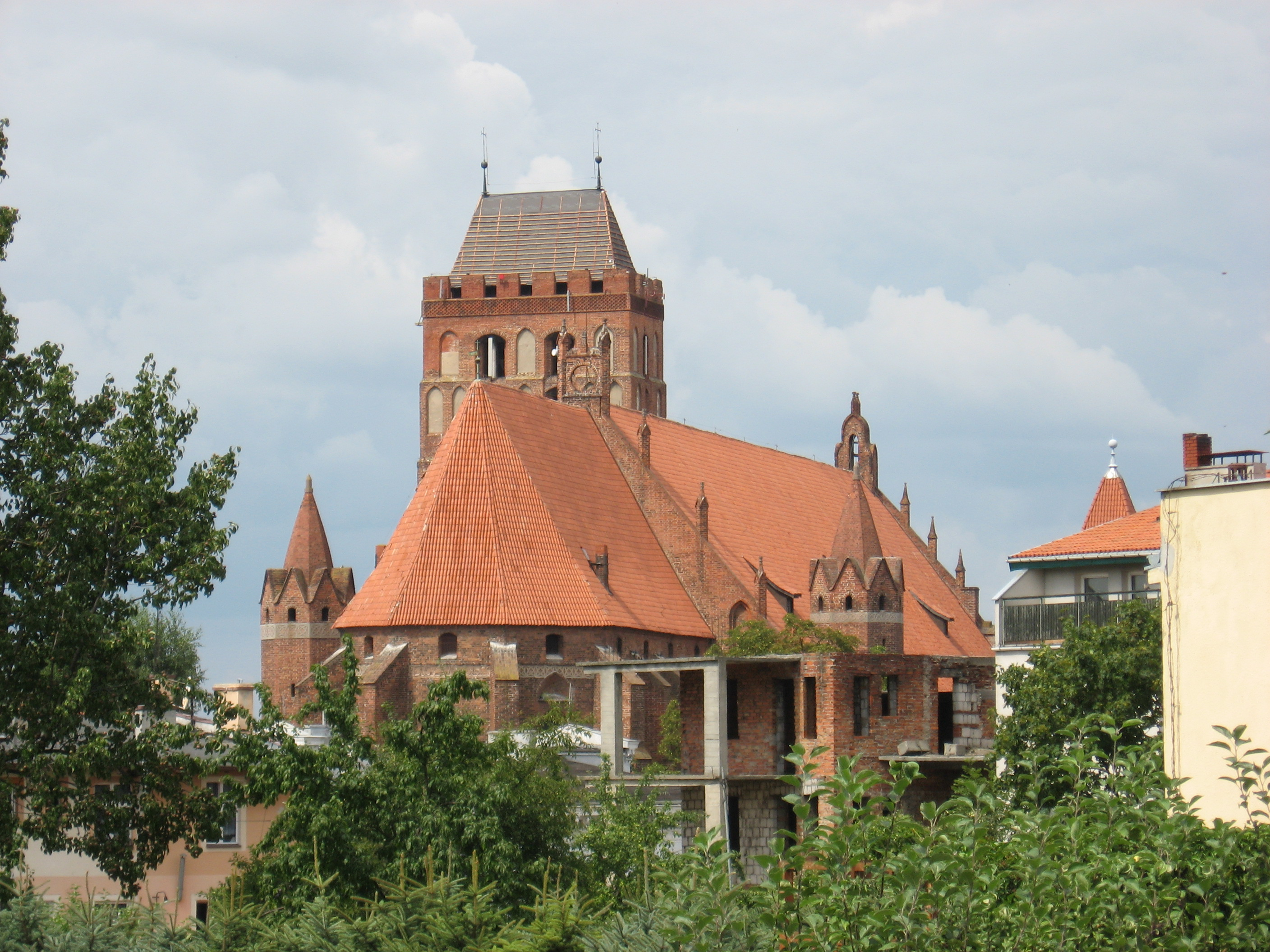
Concatedral de San Juan Evangelista, Kwidzyn

La diócesis tiene 9495 km² y extiende su jurisdicción sobre los fieles católicos de rito latino residentes en la parte occidental del voivodato de Varmia y Masuria y la parte oriental del voivodato de Pomerania.

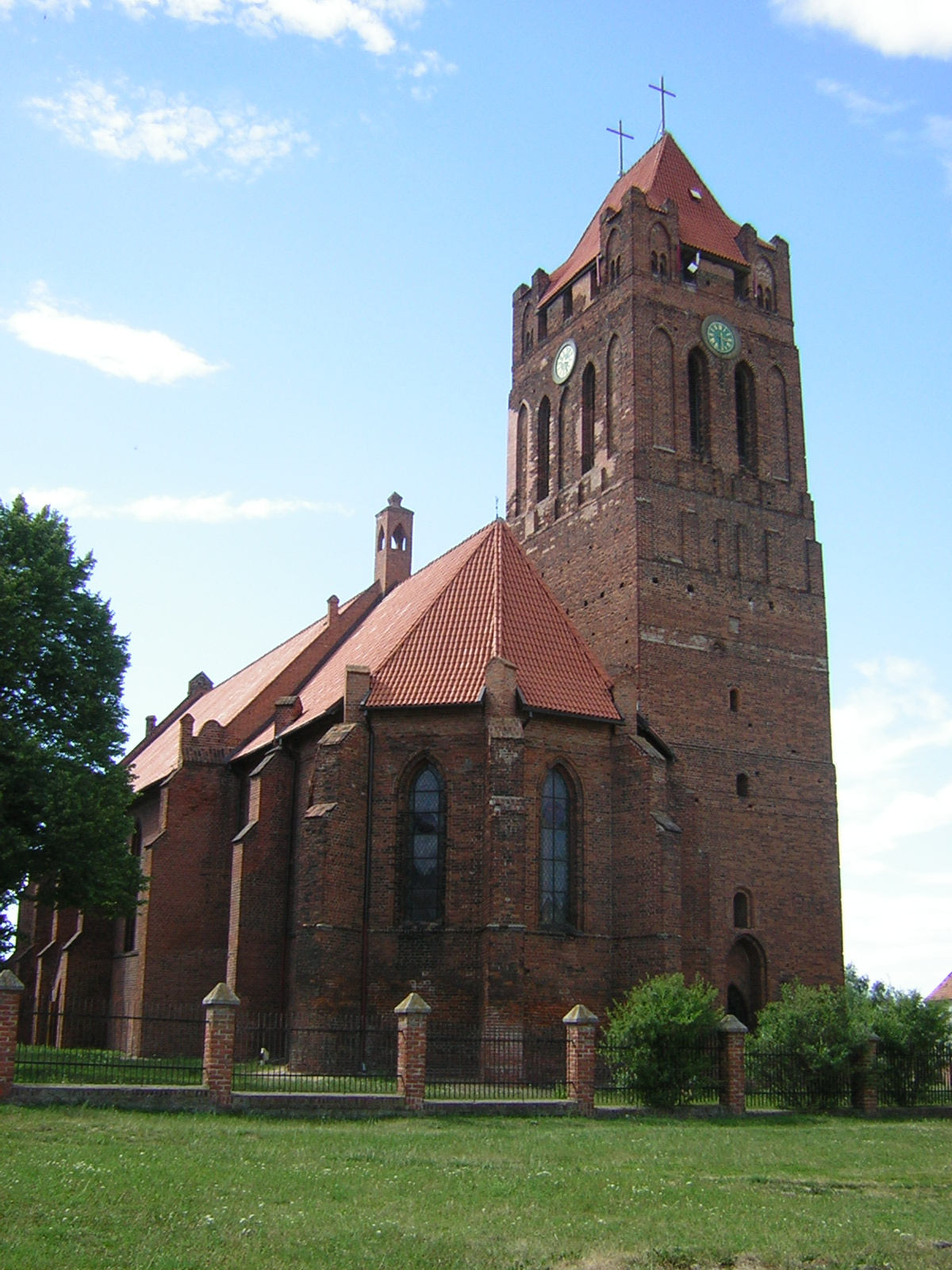
Concatedral de San Adalberto, Prabuty

La sede de la diócesis se encuentra en la ciudad de Elbląg, en donde se encuentra la Catedral de San Nicolás, que pasó a ser luterana en 1573, pero fue restituida en 1612. En la ciudad de Kwidzyn se encuentra la Concatedral de San Juan Evangelista y en Prabuty se halla la Concatedral de Adalberto.
En 2023 en la diócesis existían 158 parroquias agrupadas en 20 decanatos.

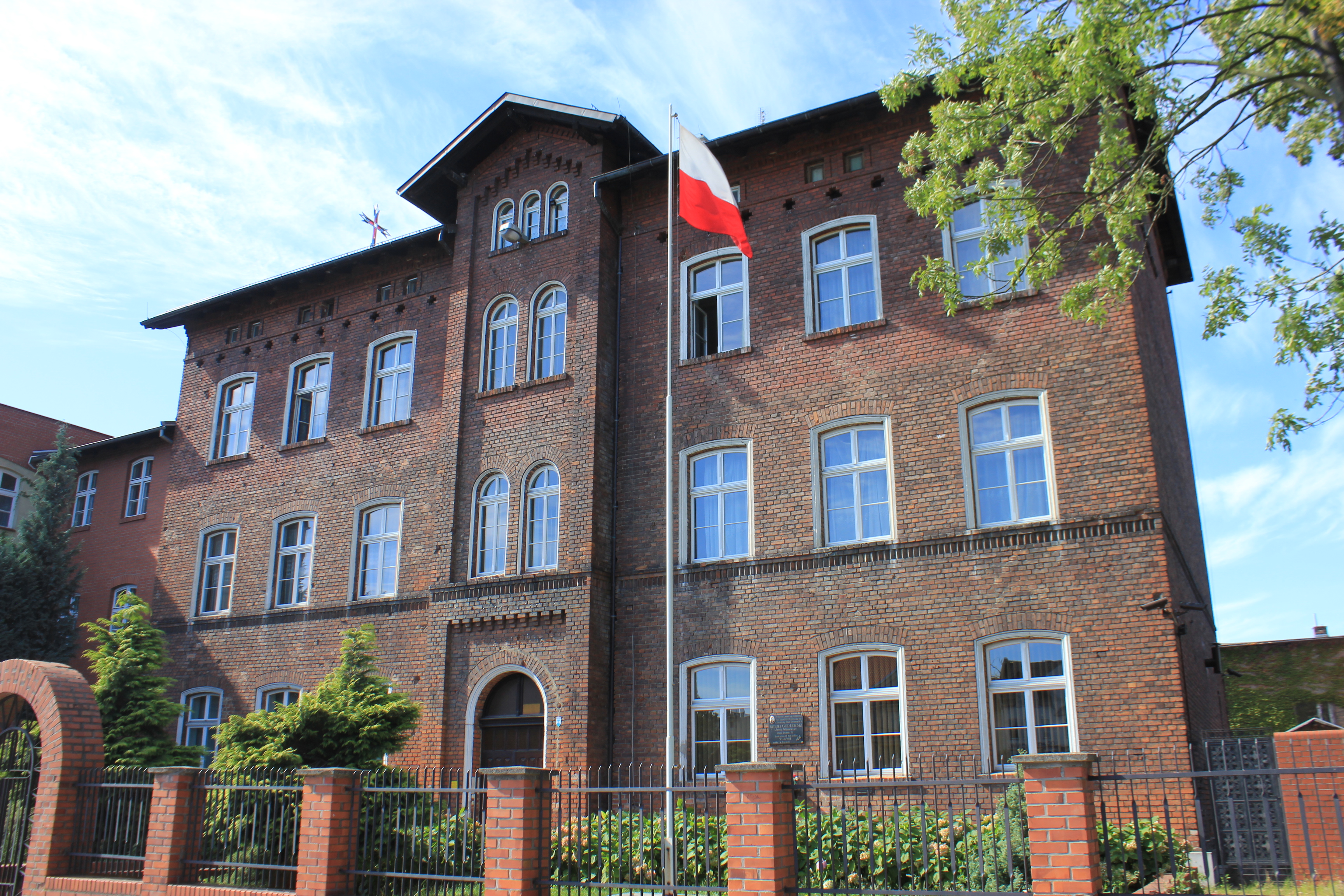
Seminario episcopal

## Historia
La diócesis fue erigida el 25 de marzo de 1992, como parte de la reorganización de las diócesis polacas deseada por el papa Juan Pablo II mediante la bula Totus Tuus Poloniae populus, obteniendo el territorio de las diócesis de Chełmno, Gdansk y Varmia (a la vez la primera asumió el nombre de diócesis de Pelplin, mientras que las otras dos fueron elevadas a arquidiócesis).
El 7 de octubre de 1993, con la carta apostólica Christifideles dioecesis, el papa Juan Pablo II confirmó a san Adalberto, obispo y mártir, patrono principal de la diócesis, a san Maximiliano María Kolbe y a la beata Dorotea de Montau como patronos secundarios.
El 13 de mayo de 2015 la Congregación para el Culto Divino y la Disciplina de los Sacramentos permitió a los sacerdotes residentes en la diócesis celebrar hasta cuatro misas los domingos y las fiestas de precepto.

## Estadísticas
Según el Anuario Pontificio 2024 la diócesis tenía a fines de 2023 un total de 439 000 fieles bautizados.
| Año                                                                             | Población            | Población | Población      | Sacerdotes | Sacerdotes    | Sacerdotes    | Bautizados por sacerdote | Diáconos permanentes | Religiosos | Religiosos | Parroquias |
| Año                                                                             | Bautizados católicos | Total     | % de católicos | Total      | Clero secular | Clero regular | Bautizados por sacerdote | Diáconos permanentes | Varones    | Mujeres    | Parroquias |
| ------------------------------------------------------------------------------- | -------------------- | --------- | -------------- | ---------- | ------------- | ------------- | ------------------------ | -------------------- | ---------- | ---------- | ---------- |
| 1999                                                                            | 484 077              | 492 058   | 98.4           | 287        | 217           | 70            | 1686                     |                      | 73         | 139        | 153        |
| 2000                                                                            | 484 000              | 492 050   | 98.4           | 294        | 226           | 68            | 1646                     |                      | 71         | 125        | 155        |
| 2001                                                                            | 483 630              | 491 700   | 98.4           | 310        | 241           | 69            | 1560                     |                      | 72         | 131        | 155        |
| 2002                                                                            | 474 500              | 489 200   | 97.0           | 309        | 244           | 65            | 1535                     |                      | 70         | 131        | 155        |
| 2003                                                                            | 473 800              | 488 500   | 97.0           | 310        | 242           | 68            | 1528                     |                      | 74         | 125        | 156        |
| 2004                                                                            | 460 000              | 480 000   | 95.8           | 316        | 242           | 74            | 1455                     |                      | 80         | 125        | 157        |
| 2006                                                                            | 450 000              | 470 000   | 95.7           | 320        | 245           | 75            | 1406                     |                      | 80         | 125        | 157        |
| 2013                                                                            | 451 000              | 471 200   | 95.7           | 329        | 255           | 74            | 1370                     |                      | 82         | 96         | 157        |
| 2016                                                                            | 447 000              | 468 000   | 95.5           | 336        | 260           | 76            | 1330                     |                      | 85         | 92         | 157        |
| 2019                                                                            | 436 000              | 448 000   | 97.3           | 332        | 254           | 78            | 1313                     |                      | 86         | 93         | 158        |
| 2021                                                                            | 441 200              | 453 200   | 97.4           | 326        | 250           | 76            | 1353                     | 7                    | 81         | 97         | 158        |
| 2023                                                                            | 439 000              | 489 400   | 89.7           | 317        | 242           | 75            | 1384                     | 11                   | 79         | 90         | 158        |
| Fuente: Catholic-Hierarchy, que a su vez toma los datos del Anuario Pontificio. |                      |           |                |            |               |               |                          |                      |            |            |            |

## Episcopologio
- Andrzej Józef Śliwiński † (25 de marzo de 1992-2 de agosto de 2003 renunció)
- Jan Styrna † (2 de agosto de 2003-10 de mayo de 2014 renunció)
- Jacek Jezierski, desde el 10 de mayo de 2014